# Cucurbita pedatifolia
Cucurbita pedatifolia är en gurkväxtart som beskrevs av Liberty Hyde Bailey. Cucurbita pedatifolia ingår i släktet pumpor, och familjen gurkväxter. Inga underarter finns listade i Catalogue of Life.